# Elen Loftesnesová
Elen Loftesnesová (nepřechýleně Elen Loftesnes; 9. ledna 1905, Sogndalsfjøra – 2. prosince 1979 tamtéž) byla norská fotografka. Pracovala v Sogndalu od roku 1930 přibližně do roku 1962 a měla k rodinnému domu v Sogndalsfjøře připojeno fotografické studio a obchod. Loftesnesová fotografovala jak portréty, tak krajiny.

## Životopis
Elen Loftesnesová byla šestou v řadě osmi sourozenců, z nichž dva nepřežili. Rodiče byli kočí a obuvník Ola Olsson Loftesnes (1868-1944), známý jako Tang-Ola, a Eli Jakopsdotter Loftesnesová, rozená Fjærenová (1873-1952). Rodina žila v Solheimu v Sogndalsfjøru, měla malý dvůr s farmou, stájemi, přístavky a loděnicí. Elen byla jednou z nejmladších dětí. Její tři sestry se postupně přestěhovaly do Høyangeru, aby pracovaly v průmyslu, a prosadily se tam. Její bratr Johan si koupil vlastní dům v Sogndalu a její bratr Olav se stal důstojníkem Armády spásy a často se za svou prací stěhoval.
Loftesnesová se nikdy nevdala, žila se svými rodiči a pečovala o ně. Také po nich převzala majetek. Celý život byla úzce spojena se svým bratrem Olavem. Vlastnictví Loftesnesové umožnilo začít podnikat, když její otec kolem roku 1930 ukončil práci kočího, stáj poté přestavěli na fotografický obchod a temnou komoru. Budova, která byla hovorově známá jako „Stáj“, měla dobrou polohu ve Fjørevegene a jejím nejbližším sousedem byl penzion Loftesnesových.

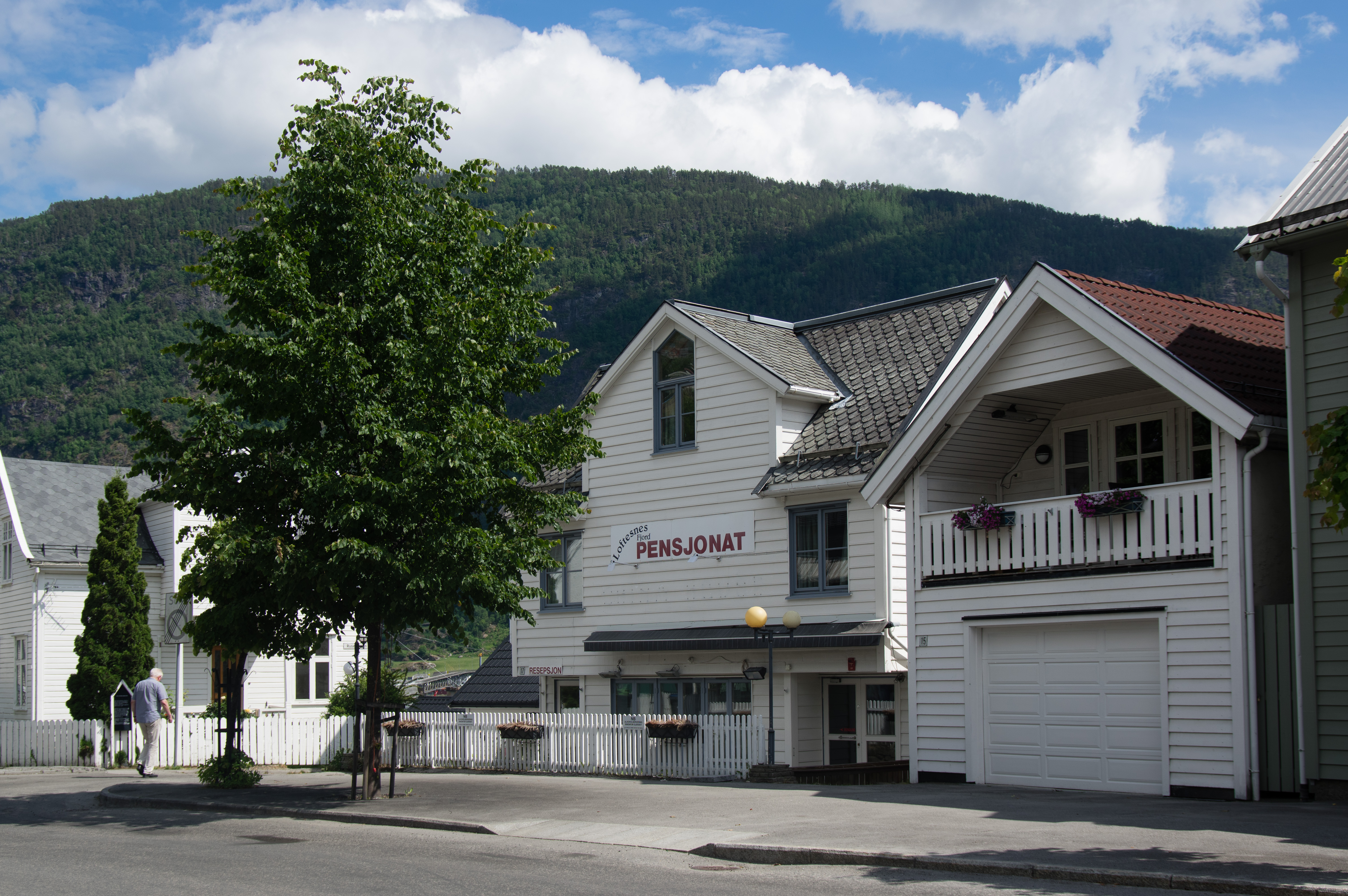
Penzion Loftesnesů. Fotoobchod Loftesnesové byl v budově vpravo, která nyní slouží jako garáž.

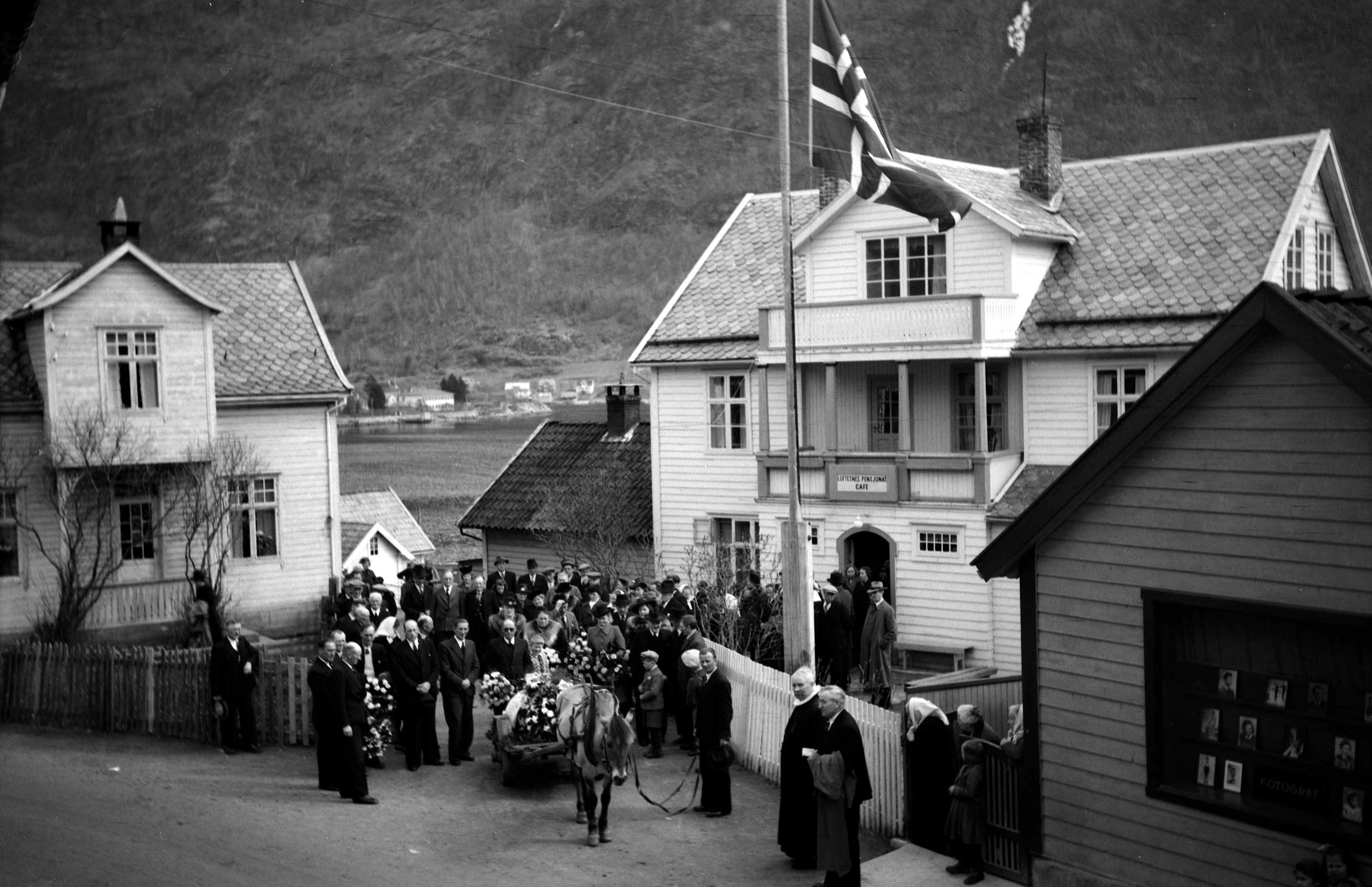
Pohřební průvod vychází z penzionu Loftesnesů, 1948. Fotoobchod vpravo.

## Fotografická firma
Podle Jana Talsethageho se Loftesnesová naučila fotografovat od hodináře Ola O. Vatlestada, který byl samouk a stavěl si vlastní fotoaparáty. Vatlestad byl také dobrým přítelem fotografa Gerharda Einana v době, kdy Einan žil v Sogndalu. V zimě roku 1930 se Loftesnesová vyučila v Bergenu. Není známo, s kým se učila, ale později ve své kariéře si vyměnila dopisy s fotografem Samsonem Bratholem, který podnikal ve Strandgatenu. Není známo, že by Loftesnesová měl v Bergenu další kontakty.
V červnu 1930 Loftesnesová oznámila v novinách Sogns Tidend, že se stala fotografkou a začala podnikat. V pozdější reklamě stojí: „Fotografie, vyvolávání a kopírování. Moje vzdělání a praxe zaručují profesionální provedení. Rozumné ceny“. Ve fotoarchivu je i ukázka její nabídky fotografie kolorovat. Loftesnesová inzerovala často během třicátých let a také později ve své kariéře.

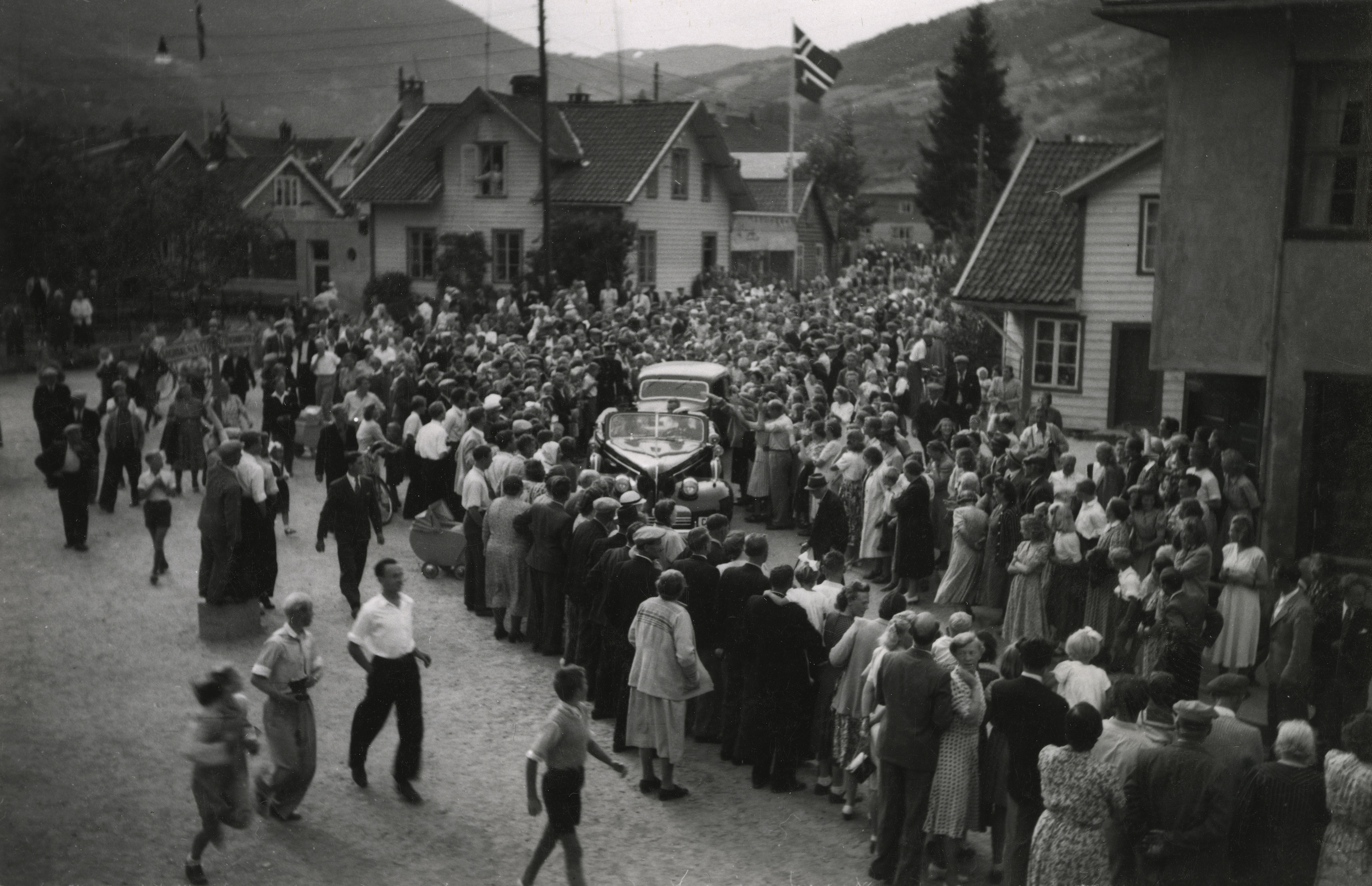
Shromáždění na Fossetunetu v souvislosti s návštěvou korunního prince Olava v roce 1949.

Loftesnesová prováděla především portrétní zakázky, fotila také oslavy, svatby, biřmování, pohřby a posmrtné fotografie. Zákazníci byli jak ze Sogndalu, tak z okolních venkovských oblastí a Loftesnesová často cestovala a fotografovala domy zákazníků.
Existuje také mnoho jejích krajinářských fotografií a důležitou součástí její tvorby byly pohlednice, zejména s motivy ze Sogndalu. Je jasné, že krajinářská fotografie se často fotila na soukromých cestách a tyto snímky pořizovali i přátelé a rodina. Loftesnesová se velmi zajímala o přírodu a často tento zájem spojovala s fotografováním krajiny.
Na začátku 50. let si fotograf Leiv Bergum pronajal ateliér poblíž Loftesnesové, zatímco se usadil v Sogndalu, a následně rozjel ambiciózní fotografický byznys. Postupně, jak Bergum přebíral větší část trhu, své podnikání omezovala, poslední zakázky v archivu jsou z roku 1962. Již v roce 1956 Loftesnesová také oznámila, že má obchodní prostory k pronájmu, a poté převzala výrazně méně provizí než dříve.

## Život v Sogndalsfjøře
Loftesnesová byla po velkou část svého života úzce spjata s Armádou spásy, měla tam důležité úkoly a hrála na mandolínu ve smyčcové kapele. Prostřednictvím Armády spásy se také seznámila s Mathildou Pettersenovou z Bergenu. Pettersenová žila v Sogndal s Loftesnesovou a jejími rodiči po celá čtyřicátá léta až do své smrti v roce 1953 a byla součástí nejbližší rodiny Loftesnesové během této doby. Pettersenová se objevuje na mnoha snímcích z fotoarchivu, hodně cestovaly v týmech a účastnili se aktivit v Armádě spásy. Pettersenovou mnozí v Sogndalu vnímali jako pomocnici v domácnosti a její účast v domácnosti byla pro Loftesnové zřejmě důležitá, aby mohly podnikat a zároveň se starat o své rodiče. V rodinách Loftesnesových a Pettersenových panovala představa, že jsou partnery. Po smrti Pettersenové zůstala Loftesnesová v úzkém kontaktu se svými sestrami a jejich rodinami.

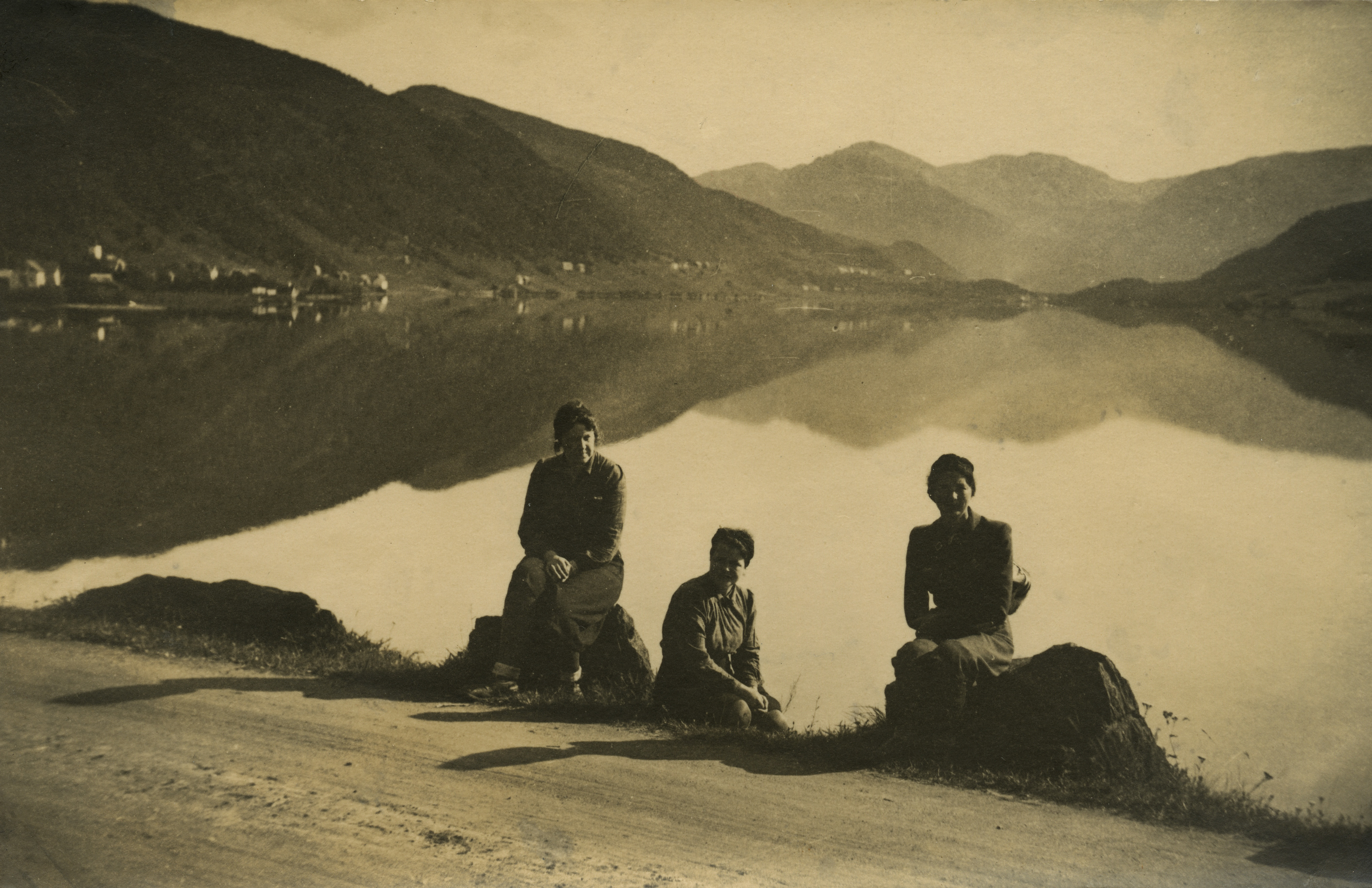
Mathilde Pettersenová a Elen Loftesnesová na túře s neznámou přítelkyní.

Loftesnesová vlastnila chatu v Sogndalsdalen a hodně ji využívala. Jezdila na spoustu horských výletů, jezdila na kole, na lodi a rybařila v létě i v zimě. Tento životní styl je jasně vidět ve fotoarchivu prostřednictvím mnoha snímků procházek, přírody a krajiny.

## Archiv Elen Loftesnesové
Negativy a pozitivy Loftesnesové našel provozovatel penzionu Loftesnes Dagfinn Loftesnes (nepříbuzný s Elen) a v roce 1988 je předal okresnímu archivu v Sogn og Fjordane. Poté převzal vlastnictví po Loftesnesová a fotoarchiv byl mimo jiné v loděnici. Ve své době měla Elen Loftesnesová pokoj zařízený na dostatečně dobré úrovni, aby tam mohla nějakou dobu bydlet, což dělala ona i ostatní členové rodiny. Materiál tedy nebyl i přes netradiční skladiště ve zvlášť špatném stavu.
Fotoarchiv byl zpracován v rámci projektu zahájeného Fylkesarkivem v Sogn a Fjordanech v roce 2019, který byl dokončen v roce 2021. Ukázalo se, že obsahuje 4368 negativů a 903 pozitivů bez příslušných negativů. Většina zachovaného materiálu je z roku 1950 a je obtížné zjistit, jak velká byla celková produkce Loftesnesové. Od roku 1930 až do roku 1950 je zde pouze zachován fragment, z něhož je mnoho nedatovaného materiálu.
Archiv byl celý digitalizován a je k dispozici ve webovém archivu krajského archivu pro fotografie. V rámci projektu byly shromážděny informace a dotazováno velké množství informátorů, což vyústilo v delší životopisný článek o Loftesnesové zveřejněný na webových stránkách okresního archivu. Projekt je financován Norskou kulturní radou a Arkivverket (Národním archivem).
Archiv po Elen Loftesnesová je důležitým fotoarchivem z regionálního hlediska, protože je jedním ze dvou dochovaných fotoarchivů fotografek ze Sogn og Fjordane. Po většinu čtyřicátých a padesátých let byla Loftesnes také jedinou fotografkou v Sogndalu a před tím existuje pouze jeden další fotografický archiv Nilse Reppena, který se dochoval z regionálního centra.